# Francis Cadell
Francis Cadell, född 9 februari 1822 och död 1879, var en skotsk forskningsresande.
Cadell företog flera betydelsefulla upptäcktsfärder i Australien, bland annat 1848, då han utforskade Murrayfloden, och 1867 till Carpentariaviken. Under en av sina handelsfärder blev han mördad av sitt manskap i närheten av Amboïma.